# Teen pop
El teen pop és un gènere de la música pop que està orientada cap al consum dels adolescents, amb intèrprets adolescents.
Els seus orígens culturals es remunten cap al final de la dècada de 1990 als Estats Units. Els instruments més utilitzats són la Caixa de ritmes, el sintetitzador i la veu. Aquest també és conegut com a teen rock, teen punk o teen R & B. Encara que en realitat s'ha fet banda, aquesta forma de gènere musical realment va sorgir a mitjans dels anys 70, amb l'aparició de The Jackson 5 i més tard en la dècada de 1980 a Amèrica llatina, en l'era dels grups juvenils com Els Pets i Els Nois.

## Primera generació
Durant la primera generació el gènere va prendre força i importància a mitjans i finals de la dècada de 1990 i als inicis de la dècada de 2000, on va sorgir una generació plena d'artistes pop adolescents que van tenir un gran èxit i impacte cultural en els adolescents de tot el planeta, convertint alguns en autèntiques llegendes musicals. Aquesta generació es va caracteritzar per les impressionants vendes de discos venuts i convocar masses d'adolescents al voltant del planeta en cada presentació en directe; tot això va provocar que l'escena musical del pop d'aquella època giràs entorn d'aquests artistes.
El 1993 va sorgir una de les primeres i la més reeixida Boy Band de tots els temps, Backstreet Boys, els quals gaudien d'un gran èxit, i no només van donar inici a l'era del Teen Pop, juntament amb Hanson, sinó que també van donar inici a l'etapa de les "Boy Band". Backstreet Boys varen dominar l'escena musical lliure fins a l'any 1998, quan va aparèixer una altra Boy Band molt reeixida, anomenada 'N Sync, els seus majors rivals, ambdues agrupacions procedents dels Estats Units. Hanson era un trio de germans estatunidencs que també van figurar en aquesta generació, aconseguint una enorme popularitat en la segona meitat de la dècada dels 90 i a principis dels 2000, aconseguint grans èxits als Estats Units, Europa i Amèrica Llatina. A l'altre costat de l'Atlàntic, el 1996, apareixia el grup musical femení més famós i reeixit de tots els temps, les Spice Girls, quintet britànic que va dominar les llistes pop de tot el planeta a finals del segle passat i inicis del nou mil·lenni.
Els següents anys es donarien a conèixer altres 2 "Boy Band", també procedents del Regne Unit, 5ive el 1997 i Westlife el 1999, encara que amb un èxit de menor magnitud que els seus competidors americans. Les 2 bandes britàniques van aconseguir gaudir de gran fama a Europa, Àsia, Oceania i a alguns països d'Amèrica Llatina. El 1996 va sorgir el grup australià Savage Garden, que encara que només havia publicat dos àlbums, va aconseguir vendre més de 25 milions de còpies a tot el món convertint-los en el duo pop més reeixit de la història.
Posteriorment, l'any 1999, varen aparèixer a l'escena dues celebritats del pop, Britney Spears i Christina Aguilera, donant inici a l'etapa de les “princeses pop”, juntament amb cantants com Jessica Simpson i Mandy Moore, que també van sorgir el 1999, però no van tenir tant impacte comercial com Britney i Christina, encara que els estils eren molt semblants i constantment eren rivalitzades. Ja a l'etapa final d'aquesta primera generació van aparèixer 2 grups mixtos el 1999, S Club 7 procedents del Regne Unit i el quartet suec A-Teens, aquests dos grups varen obtenir una enorme popularitat, principalment a Europa i a Àsia, convertint-los en fenòmens pop. A finals de 1999 es va donar a conèixer un duo pop femení procedent de Noruega, M2M, però el seu primer àlbum va ser llançat l'any 2000 i van gaudir de gran èxit a principis del nou mil·lenni, convertint-les en ídols al seu país d'origen, així com a la resta d'Europa i a països com Xile i Mèxic.
Els artistes més destacats de la primera generació són els següents: Backstreet Boys, 'N Sync, Britney Spears, Christina Aguilera, Spice Girls, Savage Garden, 5ive, Westlife, Jessica Simpson, Mandy Moore, M2M, Hanson, S Club 7 o A-Teens

## Segona generació
La segona generació s'inicia a partir de l'any 2006, la majoria d'aquests artistes sorgeixen de Disney, aquesta generació es manté vigent actualment, encara que alguns ja no apareixen tant en escena. Fins ara aquesta generació no ha tingut el mateix impacte o èxit que va tenir la seva predecessora, ja que l'escena musical del pop actual no gira entorn dels artistes d'aquesta generació, contrari al que si va aconseguir la primera generació del teen pop; sinó més aviat el pop actual gira entorn de la música d'artistes com Lady Gaga i Black Eyed Peas. No obstant això, alguns artistes de l'actual generació del Teen Pop s'han destacat més que altres.
Els artistes destacats de la segona generació són: Miley Cyrus, la reina teen, Justin Bieber, el rei teenHilary Duff, Selena Gomez, Demi Lovato, Jonas Brothers, Ashley Tisdale, One Direction, Big Time Rush, Vanessa Hudgens, Miranda Cosgrove, Louis Montana, The Wanted o Cody Simpson.
Aquest gènere musical ha estat difós a diferents països de parla hispana a través de grups musicals com Danna Paola, RBD, TeenAngels, Timbiriche i Kudai, així com d'aquestes mateixes generacions de cantants que es començaren a formar des dels anys 80 s'han destacat figures de la música com Chayanne, Luis Miguel o Ricky Martin.